# Demokrazia Hiru Milioi
Demokrazia Hiru Milioi (expresión en euskera que significa Democracia Tres Millones), también llamado Demokrazia 3.000.000 o D3M, fue una plataforma electoral que intentó presentarse como agrupación electoral a las elecciones al Parlamento Vasco de 2009. Su nombre alude al número total aproximado de habitantes de los territorios de Euskal Herria (País Vasco, Navarra y País Vasco francés). Antes de llevarse a cabo las elecciones el Tribunal Constitucional anuló sus candidaturas y fue suspendido de actividades por la Audiencia Nacional, en aplicación de la Ley de Partidos.
Entre sus promotores se encontraban exdirigentes de Herri Batasuna (HB), Batasuna, Euskal Herritarrok, representantes y excandidatos de Acción Nacionalista Vasca (ANV), los portavoces de Autodeterminaziorako Bilgunea (AuB) y Gasteiz Izan, el representante de Euskal Herrian Euskaraz (EHE), miembros de LAB y la hija de Josu Muguruza (diputado de HB asesinado por los GAL).

## Historia
Nada más hacer pública su presentación, el 10 de enero de 2009, tanto el Partido Popular como la Asociación de Víctimas del Terrorismo y el Foro de Ermua pidieron al Gobierno que D3M fuera investigado. Ese mismo día la Fiscalía General del Estado anunció que a instancia del Ministerio de Interior iniciaba la investigación de los promotores y de la propia plataforma ante la posibilidad de que fuese sucesora de partidos ya ilegalizados por su relación con ETA. El presidente del Gobierno español José Luis Rodríguez Zapatero declaró públicamente que no se permitiría ninguna lista tapadera de Batasuna. Por su parte, Lokarri y Eusko Alkartasuna expresaron su deseo de que D3M pudiera concurrir a las elecciones.
Poco después se anunció que la Fiscalía General del Estado ya preparaba la impugnación de las listas de D3M, así como las de Askatasuna, por estimarla sucesora de Herri Batasuna, Euskal Herritarrok y Batasuna, partidos ilegalizados por su relación con ETA. El 23 de enero de 2009, en una operación policial dirigida por el juez Baltasar Garzón, fueron detenidas nueve personas por su relación con Batasuna y el entorno de ETA, entre ellas Amparo Lasheras, portavoz de D3M. Las investigaciones policiales indicaban que D3M y Askatasuna tendrían vínculos con Batasuna, lo que supondría su ilegalización de cara a las elecciones.
D3M consiguió las firmas necesarias para la presentación de la candidatura y presentó listas en los tres territorios históricos. En la labor de recoger los apoyos necesarios para poder presentarse tanto Acción Nacionalista Vasca como el sindicato LAB colaboraron activamente.
El 8 de febrero de 2009 el Tribunal Supremo, aplicando la Ley de Partidos, decidió anular las candidaturas a las elecciones al Parlamento Vasco de 2009 de D3M y Askatasuna al considerar que ambas eran sucesoras del «entramado Herri Batasuna/Euskal Herritarrok/Batasuna». Las investigaciones de la Guardia Civil, recogidas en la sentencia, constataron que de las ochenta y cuatro personas que integraban las candidaturas de D3M, ochenta y dos de ellas guardaban «vinculación estrecha con formaciones políticas o agrupaciones de electores ilegalizadas o anuladas». El Tribunal Constitucional ratificó la sentencia el 13 de febrero de ese mismo año.
Una vez conocida la imposibilidad para presentarse a las elecciones, la plataforma pidió que se utilizaran sun papeletas en las elecciones, que serían contabilizadas como voto nulo pero permitiría medir su apoyo. Finalmente, el voto nulo superó ligeramente las 100.000 papeletas (8,84%), frente a los 4.035 votos nulos de los anteriores comicios, lo que traducido a representación parlamentaria le hubiera supuesto un total de siete escaños.
El 11 de junio de 2012, la Audiencia Nacional absolvió a los promotores de D3M al considerar que su actividad no implicaba «una conexión directa» con las finalidades de la organización terrorista ETA. La sentencia reconocía que D3M había tratado de eludir las prohibiciones para concurrir a las elecciones de los partidos políticos y agrupaciones electorales cuyas candidaturas habían sido anuladas y que «no era otra la finalidad que les guiaba»; pero que no se había acreditado que «los acusados, de una forma consciente y deliberada, actuasen en apoyo de la organización terrorista ETA».